# Katholische Universität Murcia
Die Katholische Universität San Antonio de Murcia (spanisch Università Cattolica Sant'Antonio di Murcia, auch spanisch Universidad Católica de Murcia; kurz UCAM) ist eine private katholische Universität in der Stadt Murcia in Spanien.

## Entstehung
Die Universität wurde 1996 auf der Grundlage der Apostolischen Konstitution Ex Corde Ecclesiae gegründet. Träger ist die Fundación Universitaria San Antonio (Universitätsstiftung San Antonio). Universität und Stiftung sind nach dem Heiligen Antonius von Padua benannt.

## Campus

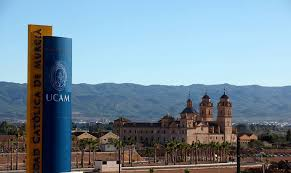
Sitz der UCAM im Monasterio de los Jerónimos (Hieronymitenkloster)

Die Universität hat ihren Hauptsitz im so genannten Hieronymiten-Campus (Campus de Los Jerónimos) in Guadelupe, einem zirka 7 Kilometer vom Zentrum entfernten Stadtteil von Murcia. Das ehemalige Hieronymitenkloster (Monasterio de los Jerónimos de San Pedro de la Ñora) selbst, gebaut zu Beginn des 18. Jahrhunderts, ist zusammen mit der barocken Kirche seit 1981 nationales Kulturdenkmal. Es wird der UCAM vom Bistum Cartagena zur Nutzung überlassen und beherbergt Leitung und Verwaltung der Universität.
Zur Erweiterung wurde in einer ungenutzten ehemaligen Kaserne nördlich des Stadtzentrums von Cartagena ein zweiter Campus eröffnet, für fünf Masterstudiengänge im Sportbereich werden zudem Räumlichkeiten in Madrid genutzt. Die im Jahr 2013 bestehenden Pläne, auf 5 Hektar in San Juan de Alicante in der Nachbarprovinz einen weiteren Campus aufzubauen, wurden bis zum Jahr 2021 nicht realisiert.

## Fakultäten etc. und Studienangebot
Stand: November 2020 Quelle
- Fakultät für Gesundheitswissenschaften: Biotechnologie, Ernährung/Diätetik, Lebensmitteltechnologie, Medizin, Pharmazie, Physiotherapie, Podologie, Psychologie, Zahnmedizin
- Fakultät für Rechts- und Wirtschaftswissenschaften: Kriminologie, Marketing, Recht, Tourismus, Unternehmensführung
- Fakultät für Sozial- und Kommunikationswissenschaften: Audiovisuelle Kommunikation, Frühkindliche Bildung, Grundschullehramt, Journalismus, Moderne Sprachen, Public Relations, Übersetzung,
- Fakultät für Sport: Physische Aktivität und Sport, Tanz
- Pflegefakultät: Pflege
- Höhere Polytechnische Schule: Architektur, Bauingenieurwesen, Informatik, Telekommunikation
- Höhere Sprachschule: Chinesisch, Deutsch, Englisch, Französisch, Gebärdensprache, Italienisch, Koreanisch, Portugiesisch, Spanisch

Angeboten wurden im November 2020 39 Bachelorabschlüsse (darunter 9 englischsprachige sowie 6 auch online), 84 Masterabschlüsse (darunter 9 englischsprachige; 37 reine Onlinestudiengänge; Abschlüsse teilweise nicht landesweit akkreditiert), kurze Aufbau- beziehungsweise Ergänzungsstudiengänge (unter anderem zum universitären Spezialisten beziehungsweise Experten in verschiedenen Bereichen) sowie Sprachkurse. Die Kombination zweier Studiengänge ist häufig möglich.

Ergänzend werden 2020 vier Promotionsprogramme (Gesundheits-, Sozial- beziehungsweise Sportwissenschaften, Hochleistungsrechnen und Umweltingenieurwissenschaften) angeboten.

Im Rahmen der Berufsausbildung (formación professional) werden 2020 13 Kurse angeboten.

## Forschung
Geforscht wird, in Zusammenarbeit mit anderen Institutionen, derzeit (2020) in über 100 Forschungsprojekten. Schwerpunkte liegen in den Bereichen Gesundheitswissenschaften, Ingenieurwissenschaften und Sozial-/Rechts-/Wirtschaftswissenschaften. Im Jahr 2019 wurden Drittmittel im Umfang von knapp 18 Millionen Euro eingeworben und ungefähr 900 Veröffentlichungen publiziert. Ein eigenes Forschungszentrum (Centro de Investigación en Alto Rendimiento Deportivo (CIARD)) beschäftigt sich mit dem Hochleistungssport.
Mit der FOM – Hochschule für Oekonomie und Management in Essen besteht ein kostenpflichtiges berufsbegleitendes Promotionsprogramm in englischer Sprache in den Bereichen Wirtschaft, Recht und Informatik. Vergeben wird ein Doktorgrad der UCAM.

## Sport und Kultur

### Universitätssport

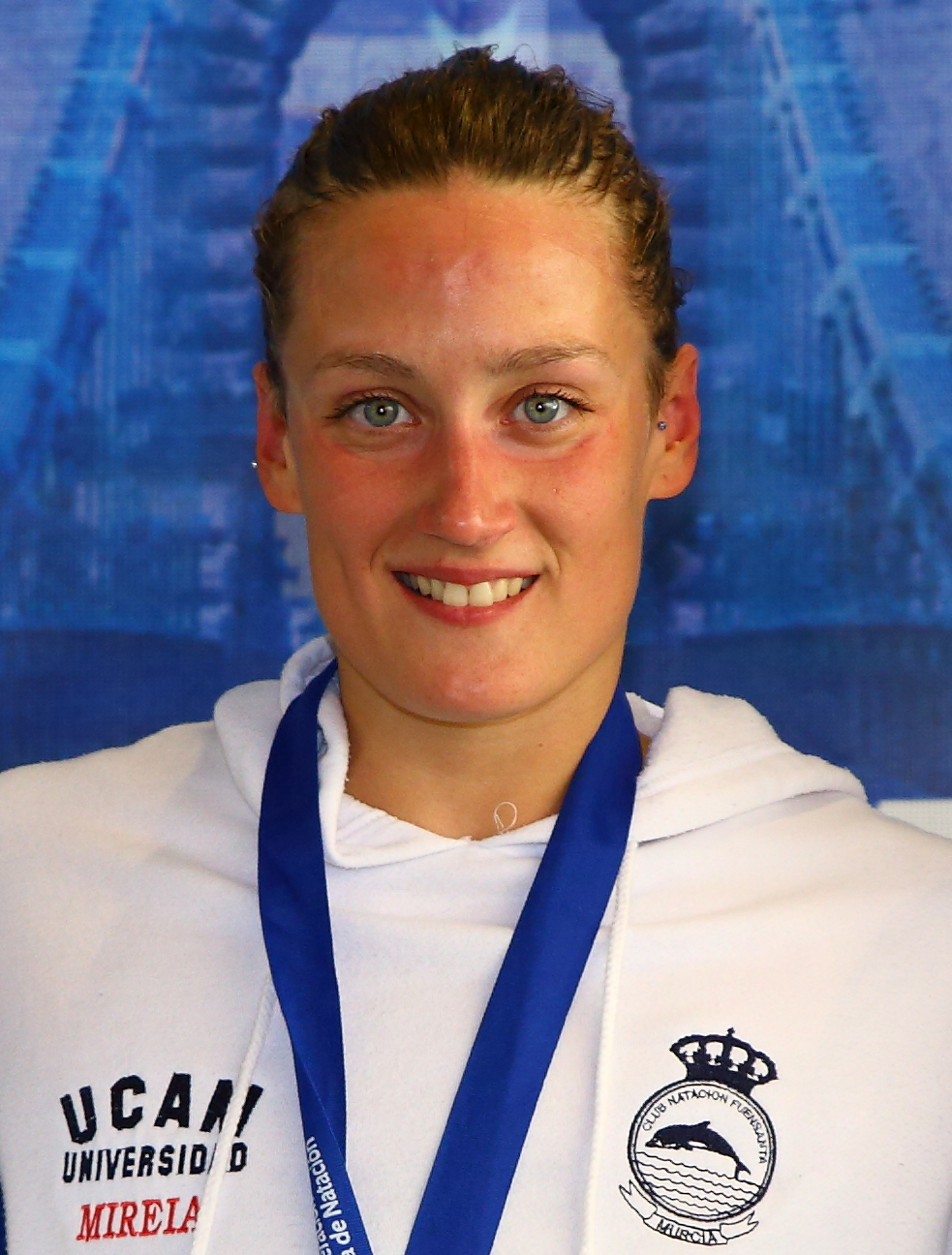
Mireia Belmonte während der spanischen Schwimmmeisterschaft 2017

Die UCAM hat mehrere Träger olympischer Medaillen in ihren Reihen, darunter Mireia Belmonte, Saúl Craviotto, Carolina Marín, Ruth Beitia, Lidia Valentín und Joel González – 11 der 17 von Spanien gewonnenen Medaillen bei den Olympischen Sommerspielen 2016 sind Stipendiaten der UCAM zuzuordnen.
Bei Hochschulmeisterschaften ist die UCAM mit Mannschaften in vielen Wettbewerben erfolgreich vertreten. Im akademischen Jahr 2018/2019 gewannen Studierende der UCAM 141 Medaillen (86 Gold-, 40 Silber- und 15 Bronzemedaillen; in den Vorjahren 140 beziehungsweise 121 Medaillen gesamt). Immer wieder organisiert die UCAM spanische Hochschulmeisterschaften in einzelnen Sportarten.

### Eigene und geförderte Vereine
Fünf Clubs gehören im November 2020 direkt zur UCAM:
- UCAM Murcia Club de Baloncesto (Basketball)[7]
- UCAM Murcia Club de Fútbol (Fußball, Herren), 2020/2021 Segunda División B Gruppe 4
- UCAM Cartagena Tenis de mesa (Tischtennis)
- UCAM Paragüismo (Kanusport)
- UCAM Esports Club (E-Sport)

Daneben förderte die UCAM im Jahr 2020 14 Sportvereine aus den Bereichen Basketball, Fußball, Futsal, Handball, Judo, Leichtathletik, Radsport und Schwimmsport.

### Musik und Tanz
Seit 2009 unterhält die UCAM ein Sinfonieorchester, das 2020 aus 80 Musizierenden besteht.
Ebenfalls gehört eine eigene Tanzkompanie, nach eigenen Aussagen die erste an einer spanischen Universität, zur UCAM. Die erste Aufführung fand Anfang 2015 statt.
Iradio UCAM ist das Onlineradio der Universität, 2009 ins Leben gerufen von Studierenden und Mitarbeitenden der Fakultät für Sozial- und Kommunikationswissenschaften.

## Missions- und Freiwilligenarbeit
Die UCAM ist Sitz des Internationalen Instituts für Caritas und Freiwilligenarbeit Johannes Paul II. (Instituto Internacional de Caridad y Voluntariado Juan Pablo II), das vom Päpstlichen Rat Cor Unum bis zu dessen Auflösung Ende 2016 gefördert wurde. Schwerpunkte der Arbeit sind die Ausbildung von Personen zur Lebensbegleitung (unter anderem über einen Online-Masterstudiengang zur Sozialentwicklung), die Unterstützung und Anleitung der UCAM-Studierenden im Glauben und im sozialen Bereich sowie die Forschung insbesondere im Bereich der ehrenamtlichen Tätigkeiten.
Daneben ist das IICV seit 2004 in Pachacútec, einem Dorf in der Provinz Callao in Perú, tätig. Angeboten werden von Freiwilligen der UCAM verschiedene Kurse (Lesen/Schreiben, Hygiene und Gesundheit, lokales Bauen, EDV, Führung Kleinunternehmen, Katechismus und Glauben), eine Ausbildung im Bereich Friseur-/Kosmetiksalon sowie sportliche Freizeitaktivitäten. Diese ideelle Arbeit wird durch materielle Unterstützung (EDV-Komponenten, Medikamente, Kleidung, Babynahrung) ergänzt.

## Persönlichkeiten und Alumni

### Bekannte Ehrendoktoren
- Joaquín Navarro-Valls,†, 1984 bis 2006 Direktor des Pressebüros des Heiligen Stuhls (6/2006)
- José María Aznar López, 1996 bis 2004 Ministerpräsident von Spanien (6/2010), seit 2009 Direktor der Cátedra de Ética, Política y Humanidades (Lehrstuhl für Ethik, Politik und Geisteswissenschaften)[7][24]
- Antonio Cañizares Llovera, Erzbischof von Valencia und 2008 bis 2014 Kardinalpräfekten der Kongregation für den Gottesdienst und die Sakramentenordnung (6/2010)
- Jaime Mayor Oreja, seit 2004 Mitglied des Europäischen Parlaments, 1996 bis 2001 spanischer Innenminister (12/2012)
- Vicente del Bosque, 2008 bis 2016 Trainer der spanischen Fußballnationalmannschaft der Männer (1/2013)
- René Verdonk, emeritierter Professor und ehemaliger Direktor der Abteilung Traumatologie und Orthopädie der Universität Gent, für seine Erfolge auf dem Gebiet der Meniskustransplantation (6/2014)
- Thomas Bach, seit 2013 Vorsitzender des Internationalen Olympischen Komitees (IOC) und 1976 Olympiasieger mit der  Fechtmannschaft (3/2015)

## Kritik
Unterstützung bei der vereinfachten Rechtsanwaltszulassung für Ausländer
Bis Oktober 2011 verzichtete Spanien auf eine ansonsten EU-weit eingeführte staatliche Prüfung für die Zulassung als Rechtsanwalt. Dies nutzten spanische Universitäten, um ausländischen Juristen in Spanien die Anerkennung als Anwalt zu ermöglichen, damit sie dann in ihrem Heimatland praktizieren können. An der UCAM zahlten so 2010 fast 1400 italienische Juristen je 3000 Euro für einen halbjährigen Onlinekurs mit halbstündiger Prüfung, um in Spanien als Rechtsanwalt zugelassen zu werden. Eine offizielle Untersuchung ergab, dass das Vorgehen der spanischen Universitäten rechtlich nicht zu beanstanden war.
Zeitweise Nichtverleihung offizieller Mastertitel im Verkehrswegeingenieurwesen
Zum ersten Mal in der Geschichte des Landes entzog das spanische Erziehungs- und Wissenschaftsministerium im Oktober 2012 einer Universität, in diesem Fall der UCAM, die Berechtigung, den staatlich anerkannten Titel Ingeniería de caminos, canales y puertos (Straßen-, Kanal- und Hafeningenieurwesen) zu vergeben. Grund waren die fehlende Labor- und Experimentalinfrastruktur sowie mangelnde Breite und Fachkompetenz des Lehrkörpers. Später wurde diese Einschränkung wieder aufgehoben.
Fragwürdige Titelvergabe in Österreich
Am 6. November 2023 wurde bekannt, dass die österreichische Hochschul-Qualitätssicherungsagentur AQ Austria 2021 fünf der in Innsbruck durch die UCAM durchgeführten und durch die mexikanische Privatuniversität Azteca angebotenen Studiengänge nicht mehr genehmigte. Vor allem auch aus Sicht des Konsumentenschutzes handle es sich um Irreführung, da die Titel wie echte akademische Grade klingen, aber keine akademischen Grade in Österreich darstellen. Es handle sich bei den Titeln vielmehr um hochschulinterne Titel. Die UCAM hat gegen den Bescheid der AQ Austria Beschwerde eingelegt. Das österreichische Bundesverwaltungsgericht verpflichtete die AQ Austria am 31. Januar 2024 zur Genehmigung der Studiengänge, da das Gericht aufgrund eines Rechtsgutachten die Vergleichbarkeit zu österreichischen akademischen Graden der Weiterbildung sieht.